# Géographie du département du Jura
 (janvier 2016).
Si vous disposez d'ouvrages ou d'articles de référence ou si vous connaissez des sites web de qualité traitant du thème abordé ici, merci de compléter l'article en donnant les références utiles à sa vérifiabilité et en les liant à la section « Notes et références ».
Pour un article plus général, voir Jura (département).
Le département du Jura est situé en partie sur le massif du Jura qui déborde sur les départements voisins du Doubs et de l'Ain et s'étend le long de la frontière entre la France et la Suisse.
Il est limitrophe des départements de la Haute-Saône au nord, du Doubs et du canton de Vaud (Suisse) à l'est, de l'Ain au sud, de Saône-et-Loire et de la Côte-d'Or à l'ouest.

## Géographie physique: généralités
| \| Val de Saône La Serre Pays d'Amous Vignoble Plt. de Champagnole Plateau de Lons Côte de l'Heute Bresse Revermont Petite Montagne Massif du Jura Haute-Joux Mont Risoux Le Doubs L'Ain \| Carte topographique et localisation des régions naturelles dans le département |
| Val de Saône La Serre Pays d'Amous Vignoble Plt. de Champagnole Plateau de Lons Côte de l'Heute Bresse Revermont Petite Montagne Massif du Jura Haute-Joux Mont Risoux Le Doubs L'Ain                                                                                      |

### Relief et géomorphologie
Le relief du département est particulier :
- Une vaste plaine (la Bresse jurassienne, atteignant des altitudes proches des 200–300 m) s'étend le long de la limite avec la Bourgogne jusqu'aux villes d'Arbois, Salins-les-Bains, Poligny et Lons-le-Saunier; on y trouve une des plus vastes forêts de France dite « de la Chaux » et une rivière principale « le Doubs » avec son affluent « la Loue ». Deux reculées sont intéressantes à voir : celle du village des Planches-près-Arbois et celle du village de Baume-les-Messieurs. C'est une région riche en étangs.

Paysages du Jura :
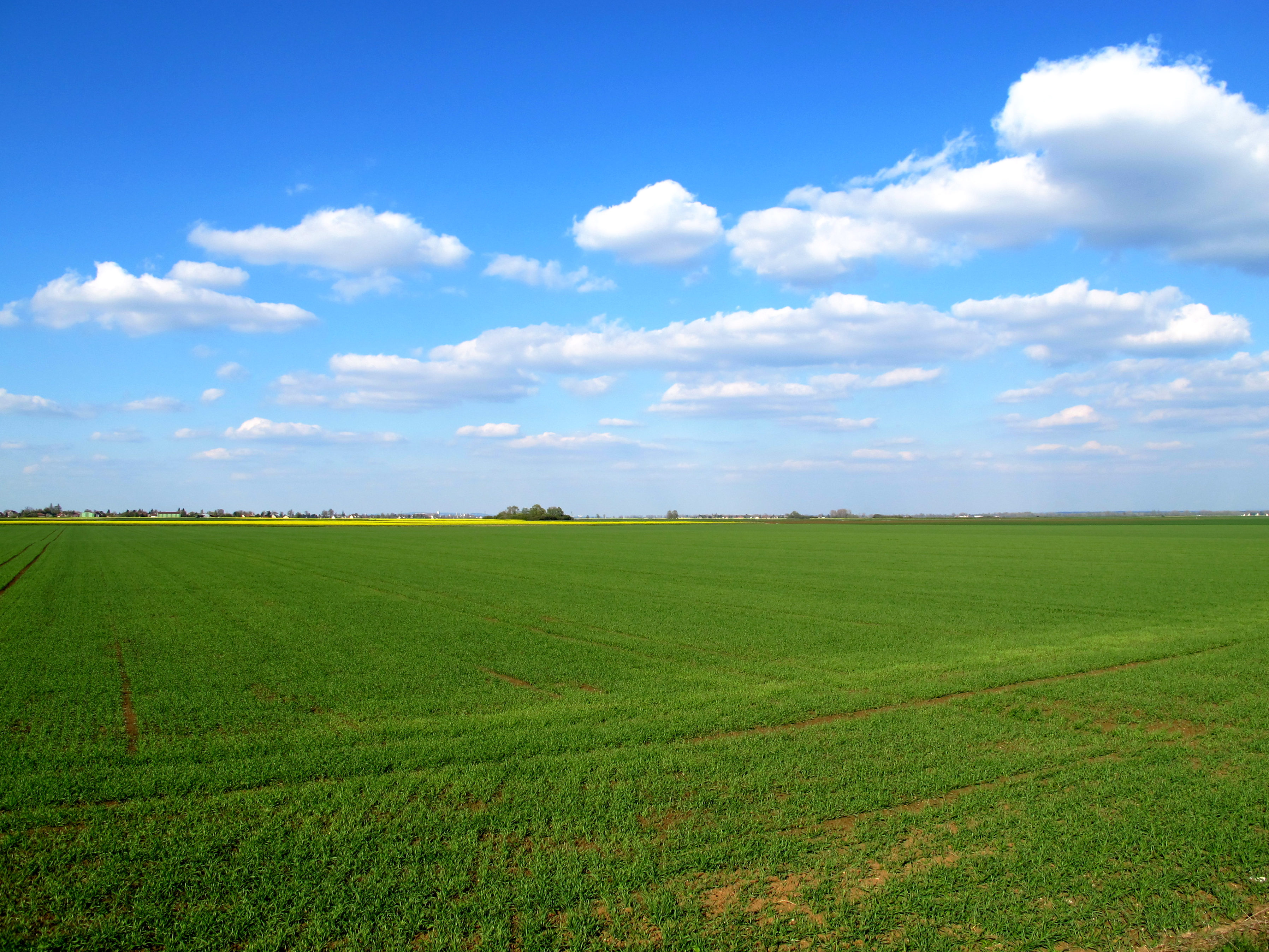
Paysage plat du secteur de Dole, dans l'ouest.
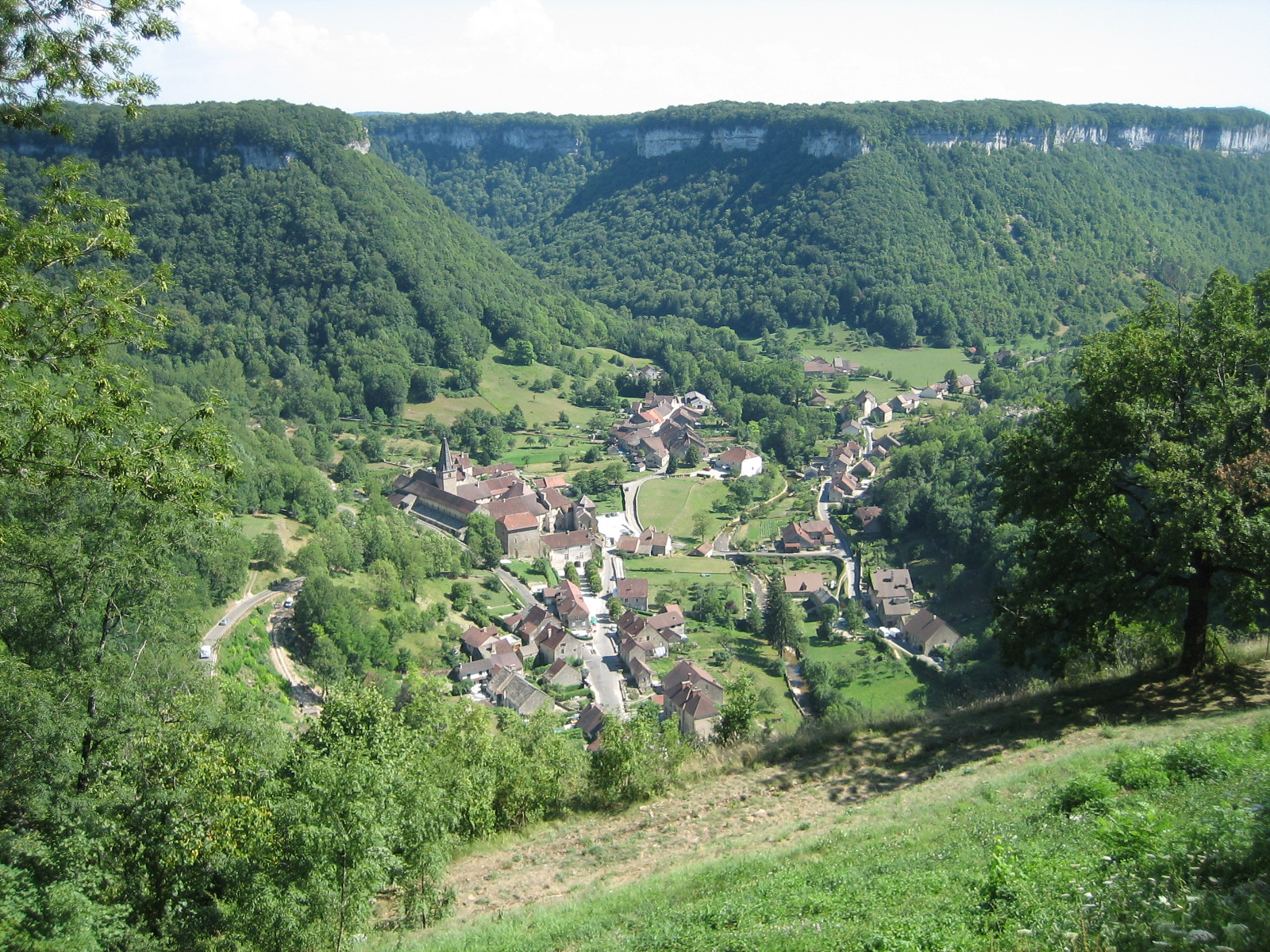
Reculée de Baume-les-Messieurs, dans le centre.

- Un premier plateau (plateau de Lons-le-Saunier) et un second plateau (plateau de Champagnole) séparés par la côte de l'Heute permettent d'atteindre les altitudes moyennes de 400 à 700 m, essentiellement rural à l'exception de la petite ville de Champagnole. C'est le règne de la nature avec prés, forêts, lacs (lac de Chalain - lac de Narlay - lac d'Ilay - Lacs de Maclu - lac du Vernois...) et cours d'eau (cascades du Hérisson, l'Ain...)
- La Haut-Jura permet d'atteindre brusquement les altitudes les plus élevées jusqu'à 1 500 m, avec une moyenne de 1000/1100 m; le paysage est montagnard, avec de nombreuses forêts de résineux, la ville des Rousses et son lac, celle de Morez (siège de la lunetterie française, avec son école nationale) et la ville de Saint-Claude (important secteur de l'industrie du jouet, de la pipe, et anciennement du diamant). Le point culminant du département est le crêt Pela, situé dans la forêt du Massacre, dont le sommet se situe à la limite entre les communes de Lamoura et Lajoux.

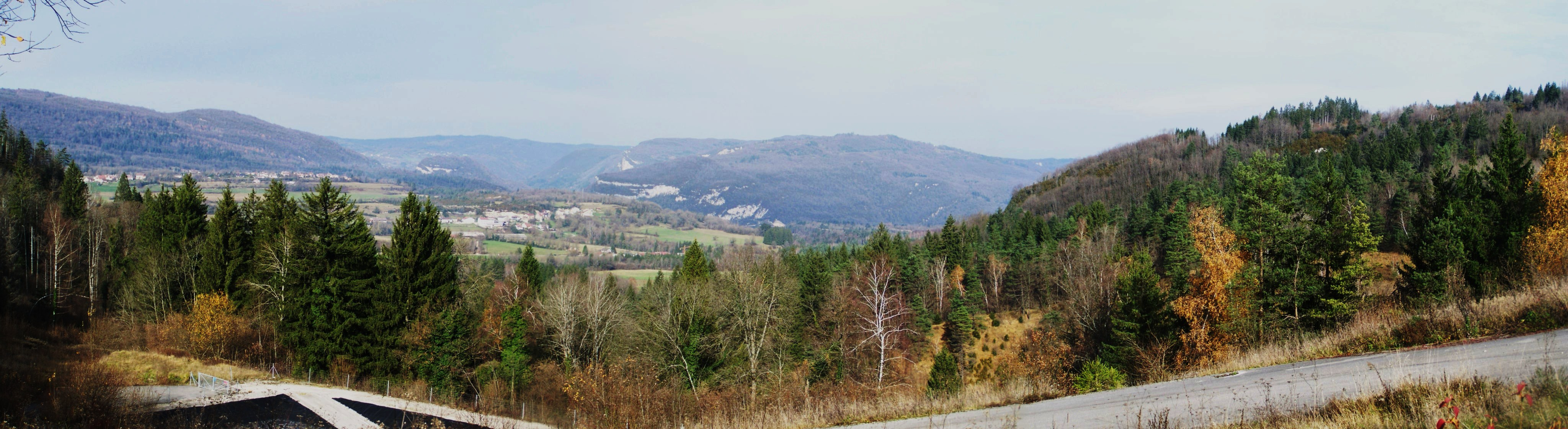
Panorama donnant sur le sud du département, pris depuis Arbent dans le nord de l'Ain.
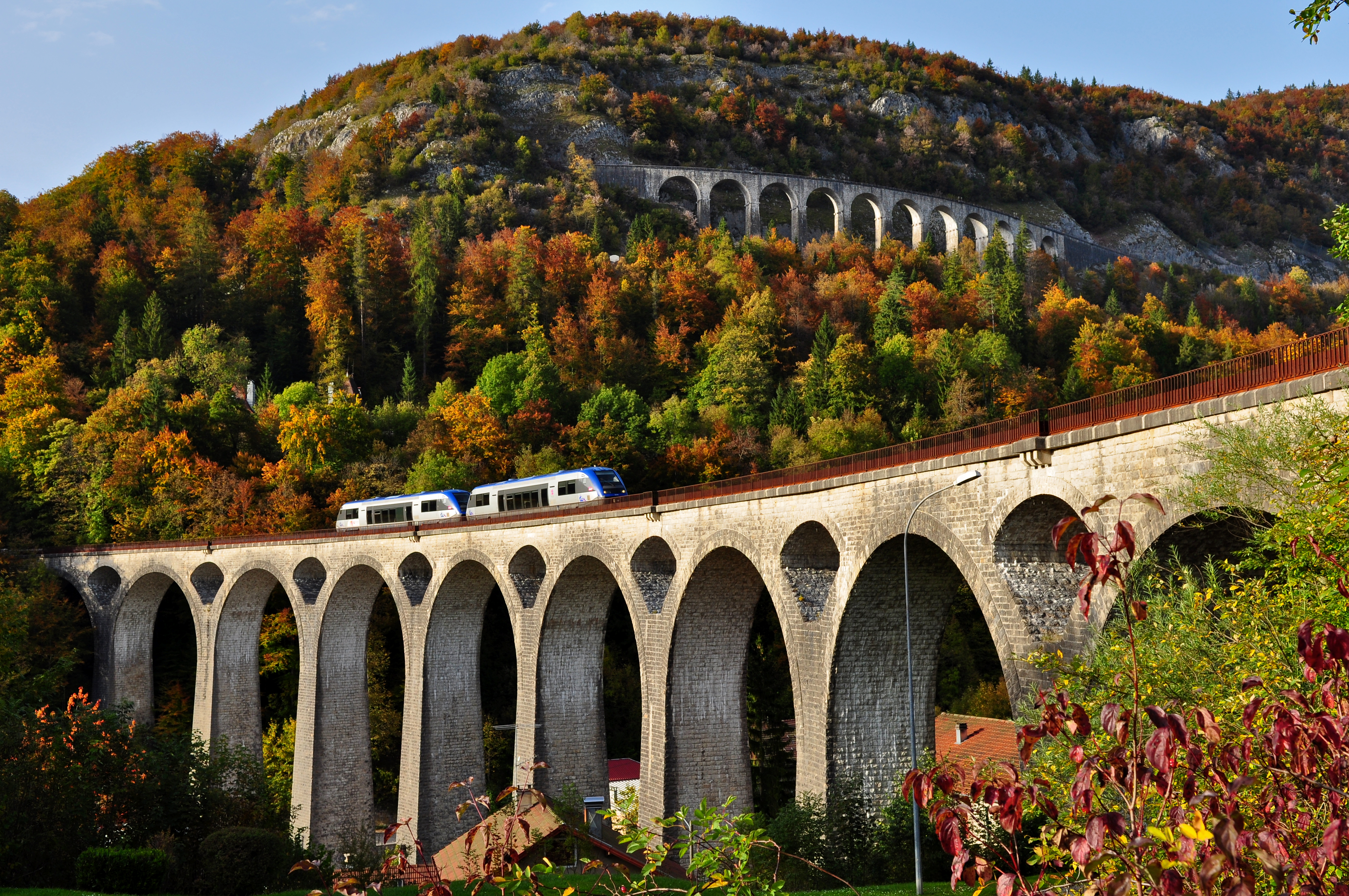
Viaducs de Morez, dans l'est montagnard.

### Régions naturelles
Le département est découpé en quatre régions :
- La Bresse jurassienne et Pays dolois (Val d'Amour, ou Amous, ou Amaous) : partant du nord du Jura jusqu'à Bletterans, elle s'étend sur le nord et l'ouest du département.
- Le Vignoble et Revermont : il longe le premier plateau du nord au sud, allant de Salins-les-Bains à Saint-Amour.
- Le Pays des lacs et Petite Montagne : située au centre sud elle s'étend de Champagnole au Lac de Coiselet en passant par Clairvaux-les-Lacs, Arinthod et Saint-Julien.
- Le Haut-Jura : à l'est du département, il part des hauteurs de Salins-les-Bains et va jusqu'aux Bouchoux en contournant le pays des lacs par l'est, il englobe le canton de Moirans-en-Montagne.

### Géologie
La géologie du département du Jura est intimement liée à celle du massif du Jura. Durant le Mésozoïque, il y a 250 millions d'années, le Jura était recouvert d'une mer épicontinentale. Cette mer profonde et riche de dépôts marneux à calcaire s'y maintient pendant 130 millions d'années environ. La poussée alpine s'accentuant, le Jura émerge il y a 140 millions d'années ouvrant des failles de calcaires érodés par les eaux météoriques. Un bassin houiller, daté du Stéphanien, occupe la région de Lons-le-Saunier. Plus au nord se trouvent des lambeaux du bassin houiller keupérien, qui s'étend essentiellement en Haute-Saône. Ce terrain datant du Trias supérieur est riche en gypse, halite (sous forme de saumure) et marne irisée.

La formation du gisement de sel et de charbon du Keuper en Franche-Comté.

### Hydrographie

Carte détaillée du département du Jura avec ses réseaux routier et hydrologique principaux

## Géographie humaine

### Disparités de peuplement
Les grandes disparités de peuplement permettent de mettre en lumière comment ce territoire subit sa géographie; lui qui aurait le potentiel d'un carrefour entre Besançon, Châlons-sur-Saône, Bourg en Bresse et les deux pôles suisses que sont Neuchâtel et Genève, le massif du Jura contraint fortement ces possibilités (4h30 pour rallier Genève par Saint Claude).
Ceci explique en partie les disparités de répartition de la population entre le pays Dolois et ses plaines du nord, et le sud montagneux. En effet, dès les plateaux, des espaces où la nature semble reine, et jusqu'aux confins sud du département, la présence humaine est toute relative, répartie en unités rurales montagnardes avec Saint-Claude 
et ses 8 727 habitants en 2021 comme seul pôle notable. 
Le Pays Dolois, qui tient son nom de la métropole du même nom, fait au contraire figure de plaque tournante historique d’échanges et de communications. La “plaine du Jura” voit sa population croître de 3,64 % entre 1995 et 2006 pour atteindre 23 775 habitants en 2021.
Dole est par ailleurs la ville la plus attractive du fait de sa situation d'interface avec des pôles plus grands tels que Neuchâtel, Besançon et Chalon-sur-Saône.
Cette situation d'interface est permise par la polarisation des infrastructures routières et autoroutières : deux autoroutes (A39 et A36) se croisent à quelques kilomètres de Dole et les Nationales 5 et 73 (respectivement Paris -Genève et Chalon-sur-Saône - Mulhouse) traversent Dole.
Dole possède également une gare TGV qui dessert les lignes à grande vitesse allant de Paris à Neufchâtel et Paris - Besançon.
L'aéroport de Dôle, situé à Tavaux est un des principaux aéroports de la région Bourgogne-Franche-Compté.